# دوري كرة القدم الإنجليزي 1971–72
دوري كرة القدم الإنجليزي 1971–72 (بالإنجليزية: 1971–72 Football League First Division)‏ هو موسم من دوري كرة القدم الإنجليزي. أقيم خلال الفترة 14 أغسطس 1971 وحتى 11 مايو 1972، وفاز فيه نادي ديربي كاونتي لكرة القدم.